# Gilliesia graminea

Gilliesia graminea  — вид рослини родини амарилісових, описаний Джоном Ліндлі. Gilliesia graminea належить до роду Gilliesia родини амарилісових (Amaryllidaceae). У Catalogue of Life підвиди не вказані.